# Schwarzenbach (Herrschaft)
Die Herrschaft Schwarzenbach war eine Grundherrschaft im Viertel unter dem Wienerwald im Erzherzogtum Österreich unter der Enns, dem heutigen Niederösterreich.

## Ausdehnung
Die Herrschaft umfasste zuletzt die Ortsobrigkeit über Schwarzenbach, Schöngegend, Oberau, Hochegg, Eisengraben, Glaßgraben, Eggenbuch, Schölderl und Trift. Der Sitz der Verwaltung befand sich in der Burg Schwarzenbach; um 1800 die Burganlage aufgegeben und die Verwaltung in den Ort verlegt.

## Geschichte
Letzter Inhaber der Familienfideikommissherrschaft war Fürst Paul Esterhazy von Galantha, bis sich die Herrschaft nach den Reformen 1848/1849 auflöste.